# 2735 Ellen
2735 Ellen è un asteroide della fascia principale. Scoperto nel 1977, presenta un'orbita caratterizzata da un semiasse maggiore pari a 1,8568640 UA e da un'eccentricità di 0,0549806, inclinata di 23,05396° rispetto all'eclittica.
Dal 1º dicembre 1982 al 28 gennaio 1983, quando 2779 Mary ricevette la denominazione ufficiale, è stato l'asteroide denominato con il più alto numero ordinale. Prima della sua denominazione, il primato era di 2710 Veverka.
L'asteroide è dedicato all'astronoma statunitense Ellen Suzanne Howell.